# Впорядкована група
Впорядкована група (також частково впорядкована група) в абстрактній алгебрі група G, на якій задано відношення часткового порядку {\displaystyle \geqslant } таке, що для будь-яких елементів а, b, х, у з G з нерівності {\displaystyle a\geqslant b} випливає {\displaystyle xay\geqslant xby.} В залежності від додаткових властивостей відношення часткового порядку розрізняють такі важливі класи впорядкованих груп:
- Лінійно впорядковані групи, для яких відношення {\displaystyle \geqslant } є відношенням лінійного порядку.
- Ґратково впорядковані групи, для який відношення порядку є ґраткою.
- Спрямовані групи, які задовольняють властивість: {\displaystyle \forall x,y\in G,} існує такий елемент {\displaystyle z\in G,} що виконуються нерівності {\displaystyle z\geqslant x,z\geqslant y.}

## Додатний конус
Множина {\displaystyle P(G)=\{x\in G|x\geqslant 0\}}, називається додатним конусом має властивості:
1. {\displaystyle P(G)\cdot P(G)\subseteq P(G)}
2. {\displaystyle P(G)\cap P(G)^{-1}=\{1\}}
3. {\displaystyle x^{-1}P(G)x\subseteq P(G)}

Навпаки, якщо у групі G є множина P, що задовольняє умовам, то G можна перетворити на впорядковану групу взявши, що {\displaystyle y\geqslant x} тоді і тільки тоді, коли {\displaystyle xy^{-1}\in P.} Також при цьому {\displaystyle P=P(G).}
Для лінійно впорядкованих груп для додатного конуса додатково справедливим є твердження:
- {\displaystyle P(G)\cup P(G)^{-1}=G.}

Для направлених груп крім перших трьох властивостей також виконується:
- {\displaystyle P(G)\cdot P(G)^{-1}=G.}

## Приклади
- адитивна група {\displaystyle (\mathbb {R} ,+)} дійсних чисел із звичайним порядком є лінійно впорядкованою групою;
- група {\displaystyle F(X,\mathbb {R} )} функцій визначених на множині X, із значеннями в множині дійсних чисел. На цій множині можна визначити операцію поточкового додавання функцій. Відношення часткового порядку на множині цих функцій можна ввести таким чином: {\displaystyle f\geqslant g} тоді і тільки тоді коли {\displaystyle f(x)\geqslant g(x),\,\forall x\in X.}
- група {\displaystyle A(M)} усіх автоморфізмів лінійно упорядковано] множини M себе є впорядкованою групою, якщо за групову операцію взяти суперпозицію відображень, відношення порядку визначити: {\displaystyle \phi \geqslant \psi ,} тоді і тільки тоді, коли {\displaystyle \phi (m)\geqslant \psi (m),\,\forall m\in M.}

## Випуклі підгрупи і порядковий гомоморфізм
Якщо H підгрупа групи впорядкованої групи G, то H теж буде підгрупою відносно індукованого відношення часткового порядку. Ця підгрупа називається випуклою, якщо для будь-яких елементів {\displaystyle x,y,z\in G,} для яких {\displaystyle x\geqslant y\geqslant z} і {\displaystyle x,z\in H,} також і {\displaystyle y\in H.}
Гомоморфізм {\displaystyle \phi :G\to H,} що зберігає порядок у групах називається порядковим гомоморфізмом. Гомоморфізм {\displaystyle \phi :G\to H,} є порядковим тоді і тільки тоді коли {\displaystyle \phi (P(G))\subseteq P(H).}
Ядром порядкового гомоморфізму впорядкованої групи завжди є випукла нормальна підгрупа.